# Публий Корнелий Лентул Сципион (консул-суффект 2 года)
Публий Корнелий Лентул Сципион (лат. Publius Cornelius Lentulus Scipio) (около 34 года до н. э. — после 2 года) — римский военный и политический деятель, консул-суффект во 2 году.
Публий Корнелий Лентул Сципион — возможно, сын Гнея Корнелия Лентула (квестор Ахайи в 29 году до н. э.)
Во второй половине 2 года н. э. — консул-суффект; совместно с коллегой Титом Квинкцием Криспином Валерианом построил водопровод.
Рональд Сайм высказал версию, что приёмным отцом Публия Корнелия Лентула Сципиона являлся Публий Корнелий Сципион (консул в 16 году до н. э.), но более убедительна версия Кристиана Сеттипани и Самнера, по которой вторые когномены (лат. Scipio) Публия Корнелия Лентула Сципиона и его братьев Сервия Корнелия Лентула Малугинена и Косса Корнелия Лентула указывают на происхождение по женской линии от Корнелиев Сципионов.